# Phare de The Graves
Le phare de The Graves (en anglais : The Graves Light) est un phare actif situé sur The Graves, un îlot du Boston Harbor Islands National Recreation Area (en), à 14 km de la ville de Boston Harbor dans le comté de Suffolk (État du Massachusetts).
Il est inscrit au Registre national des lieux historiques depuis le 28 septembre 1987 .

## Histoire
Le phare a été construit en 1905 selon un modèle conique en blocs de granit reposant sur des fondations en granit et équipé d'une lentille de Fresnel de premier ordre, une des rares utilisées. La lentille mesure environ 4 mètres et se trouve maintenant à la Smithsonian Institution. Le phare servit de décor à la tempête dans le film de 1948 Le Portrait de Jennie. Le feu a été automatisé en 1976.
Diverses sources s'accordent pour dire que les récifs ont été nommés en l'honneur de Thomas Graves, mais diffèrent sur son identité. Certains préfèrent un arrière-amiral anglais du XVIIe siècle ; d'autres, comme un marchand américain de l'époque coloniale. Les nouveaux propriétaires ont retenu les services d'un historien qui a confirmé que les récifs avaient été nommés en l'honneur du contre-amiral Thomas Graves (1605–1653), dont la famille s'était installée à Charlestown, dans le Massachusetts, mais qui avait péri lors d'une bataille navale anglaise contre les Hollandais en 1653.
Le phare de Graves Island a été mis aux enchères le 10 juin 2013 par la US General Services Administration. L'offre d'ouverture était de 26 000 $. La dixième offre gagnante fut un record de 933 888 $, le prix le plus élevé jamais payé pour un phare américain. Un couple du Massachusetts, David et Lynn Waller, ont été les acheteurs du phare. Le phare comprend deux chambres à coucher, une cuisine et un bureau, mais l'accostage est difficile et pour entrer dans le bâtiment, il faut se servir une échelle de 12 m.
En 2014 , les Wallers entreprenaient un important projet de restauration coûtant des centaines de milliers de dollars. Le phare est toujours utilisé pour la navigation à l'aide de panneaux solaires depuis 2001 et le restera aux termes de la vente, en remplacement d'un câble sous-marin sectionné qui alimentait en électricité la ville de Hull. Le câble avait remplacé la lampe d'origine alimentée au mazout qui était stocké dans un bâtiment adjacent. L'allée menant au bâtiment à carburant a été emportée en 1991.

## Description
Le phare  est une tour circulaire en granit, avec une galerie et une lanterne de 34 m de haut, contenant le logement du gardien. La tour est non peinte et la lanterne est noire. Il émet, à une hauteur focale de 29 m, deux brefs éclats blancs de 0,1 seconde par période de 12 secondes. Sa portée est de 15 milles nautiques (environ 20 km).
Il est aussi équipé d'une corne de brume automatique émettant deux blasts par période de 20 secondes.

## Caractéristiques dufeu maritime
Fréquence : 12 secondes (W-W)
- Lumière : 0,1 seconde
- Obscurité : 1,8 seconde
- Lumière : 0,1 seconde
- Obscurité : 10 secondes

Identifiant : ARLHS : USA-341 ; USCG : 1-0390 - Amirauté : J0310 .
|            |
| The Graves |

|          |
| Le phare |

### Lien connexe
- Liste des phares du Massachusetts